# Oľka
Oľka és un poble i municipi d'Eslovàquia. Es troba a la regió de Prešov, al nord del país.

## Història
La primera referència escrita de la vila data del 1408.

## Demografia
| Godina             | 1994 | 2004    | 2014    | 2024    |
| ------------------ | ---- | ------- | ------- | ------- |
| Nombre de persones | 426  | 350     | 295     | 251     |
| Diferència         |      | −17,84% | −15,71% | −14,91% |

| Godina             | 2023 | 2024   |
| ------------------ | ---- | ------ |
| Nombre de persones | 251  | 251    |
| Diferència         |      | +1,42% |